# 老懵董

老懵董封面

《老懵董》，2000年香港次文化堂推出的政治諷刺系列漫畫，封面是貌似董建華的老人裸體坐在馬桶沉思，用來諷刺香港特別行政區首屆特首董建華執政的失敗。香港《蘋果日報》曾以頭版報導笑話書《老懵董》的銷售情況空前熱烈，四千本書在幾天之內就售罄。以後次文化堂又陸續出版了《掃把頭》、《董建華肺話》、《建華之亂》、《跟董建華算數》、《曾氏笑話》、《IQ楷》、《煲呔僧》等十多本類似題材的書籍，均大有銷路。「次文化堂」社長彭志銘接受《亞洲週刊》訪問時表示《老懵董》至今已銷售了四萬本。對此董建華本人表示：我不介意，有些是善意的，我會與家人及同事分享。